# Фехтування на літніх Олімпійських іграх 2016 — кваліфікація
Кваліфікація на турнір з фехтування на літніх Олімпійських іграх 2016 була проведена на основі офіційного рейтингу FIE станом на 4 квітня 2016, а також на основі чотирьох індивідуальних зональних турнірів. Для командного турніру кожна країна мусить складатися з трьох фехтувальників, а також стояти не нижче 16 місця у рейтингу. 

## Країни, що кваліфікувалися
| Країна                  | Чоловіки      | Чоловіки      | Чоловіки      | Чоловіки | Чоловіки | Жінки         | Жінки         | Жінки         | Жінки   | Жінки   | Загалом |
| Країна                  | Індивідуальні | Індивідуальні | Індивідуальні | Команда  | Команда  | Індивідуальні | Індивідуальні | Індивідуальні | Команда | Команда | Загалом |
| Країна                  | Шпага         | Рапіра        | Шабля         | Шпага    | Рапіра   | Шпага         | Рапіра        | Шабля         | Шпага   | Шабля   | Загалом |
| ----------------------- | ------------- | ------------- | ------------- | -------- | -------- | ------------- | ------------- | ------------- | ------- | ------- | ------- |
| Австрія (AUT)           |               | 1             |               |          |          |               |               |               |         |         | 1       |
| Азербайджан (AZE)       |               |               |               |          |          |               |               | 1             |         |         | 1       |
| Алжир (ALG)             |               | 1             |               |          |          |               | 1             |               |         |         | 2       |
| Аргентина (ARG)         |               |               |               |          |          |               |               | 1             |         |         | 1       |
| Бельгія (BEL)           |               |               | 1             |          |          |               |               |               |         |         | 1       |
| Бенін (BEN)             |               |               | 1             |          |          |               |               |               |         |         | 1       |
| Білорусь (BLR)          |               |               | 1             |          |          |               |               |               |         |         | 1       |
| Болгарія (BUL)          |               |               | 1             |          |          |               |               |               |         |         | 1       |
| Бразилія (BRA)          | 3             | 3             | 1             | X        | X        | 3             | 2             | 1             | X       |         | 13      |
| Велика Британія (GBR)   |               | 3             |               |          | X        |               |               |               |         |         | 3       |
| Венесуела (VEN)         | 3             | 1             |               | X        |          |               | 1             | 1             |         |         | 6       |
| В'єтнам (VIE)           |               |               | 1             |          |          | 1             | 1             | 1             |         |         | 4       |
| Гонконг (HKG)           |               | 1             |               |          |          | 1             | 1             |               |         |         | 3       |
| Греція (GRE)            |               |               |               |          |          |               | 1             | 1             |         |         | 2       |
| Грузія (GEO)            |               |               | 1             |          |          |               |               |               |         |         | 1       |
| Естонія (EST)           | 1             |               |               |          |          | 3             |               |               | X       |         | 4       |
| Єгипет (EGY)            | 1             | 3             | 1             |          | X        |               | 1             | 1             |         |         | 7       |
| Іран (IRI)              |               |               | 2             |          |          |               |               |               |         |         | 2       |
| Італія (ITA)            | 3             | 3             | 2             | X        | X        | 1             | 2             | 3             |         | X       | 14      |
| Казахстан (KAZ)         |               |               | 1             |          |          |               |               |               |         |         | 1       |
| Канада (CAN)            | 1             | 1             | 1             |          |          | 1             | 1             |               |         |         | 5       |
| Китай (CHN)             | 1             | 3             | 1             |          | X        | 3             | 2             | 1             | X       |         | 11      |
| Колумбія (COL)          | 1             |               |               |          |          |               | 1             |               |         |         | 2       |
| Кот-д'Івуар (CIV)       |               |               |               |          |          | 1             |               |               |         |         | 1       |
| Куба (CUB)              |               |               | 1             |          |          |               |               |               |         |         | 1       |
| Кувейт (KUW)            | 1             |               |               |          |          |               |               |               |         |         | 1       |
| Ліван (LIB)             |               |               |               |          |          |               | 1             |               |         |         | 1       |
| Нідерланди (NED)        | 1             |               |               |          |          |               |               |               |         |         | 1       |
| Німеччина (GER)         |               | 1             | 2             |          |          |               | 1             |               |         |         | 4       |
| Марокко (MAR)           |               |               |               |          |          |               | 1             |               |         |         | 1       |
| Мексика (MEX)           |               | 1             | 1             |          |          | 1             | 1             | 3             |         | X       | 7       |
| Панама (PAN)            |               |               |               |          |          |               |               | 1             |         |         | 1       |
| Південна Корея (KOR)    | 3             | 1             | 2             | X        |          | 3             | 2             | 3             | X       | X       | 14      |
| Польща (POL)            |               |               |               |          |          |               | 1             | 3             |         | X       | 4       |
| Румунія (ROU)           |               |               | 1             |          |          | 3             | 1             |               | X       |         | 5       |
| Росія (RUS)             | 3             | 3             | 2             | X        | X        | 3             | 2             | 3             | X       | X       | 16      |
| Саудівська Аравія (KSA) |               |               |               |          |          |               | 1             |               |         |         | 1       |
| Сенегал (SEN)           | 1             |               |               |          |          |               |               |               |         |         | 1       |
| США (USA)               | 1             | 3             | 2             |          | X        | 3             | 2             | 3             | X       | X       | 14      |
| Туреччина (TUR)         |               |               |               |          |          |               | 1             |               |         |         | 1       |
| Туніс (TUN)             |               | 1             | 1             |          |          | 1             | 1             | 1             |         |         | 5       |
| Угорщина (HUN)          | 3             |               | 2             | X        |          | 1             | 2             | 1             |         |         | 9       |
| Україна (UKR)           | 3             |               | 1             | X        |          | 3             | 1             | 3             | X       | X       | 11      |
| Франція (FRA)           | 3             | 3             | 1             | X        | X        | 3             | 2             | 3             | X       | X       | 15      |
| Чехія (CZE)             | 1             | 1             |               |          |          |               |               |               |         |         | 2       |
| Швейцарія (SUI)         | 3             |               |               | X        |          | 1             |               |               |         |         | 4       |
| Японія (JPN)            | 1             | 1             | 1             |          |          | 1             | 1             | 1             |         |         | 6       |
| Загалом: 48 НОК         | 38            | 35            | 32            | 9        | 8        | 37            | 35            | 36            | 9       | 8       | 213     |

## Перебіг кваліфікації
| Змагання                                     | Дата               | Місце    |
| -------------------------------------------- | ------------------ | -------- |
| Офіційний рейтинг FIE                        | 4 квітня, 2016     | —        |
| Азійський і океанськийКваліфікаційний турнір | 11–12 квітня, 2016 | Усі      |
| Африканський кваліфікаційний турнір          | 14–15 квітня, 2016 | Алжир    |
| Американський кваліфікаційний турнір         | 16–17 квітня, 2016 | Сан-Хосе |
| Європейський кваліфікаційний турнір          | 16–17 квітня, 2016 | Прага    |

## Чоловіки

### Індивідуальна шпага
| Змагання                                      | Кількість | Спортсмени, що кваліфікувалися |
| --------------------------------------------- | --------- | --- |
| Учасники командних змагань                    | 24        | Даніель Жеран (FRA) Готьє Грум'є (FRA) Яннік Борель (FRA) Анатолій Герей (UKR) Дмитро Карюченко (UKR) Богдан Нікішин (UKR) Марко Фічера (ITA) Енріко Гароццо (ITA) Паоло Піццо (ITA) Макс Хайнцер (SUI) Фабіан Каутер (SUI) Беньямін Штеффен (SUI) Боцко Габор (HUN) Геза Імре (HUN) Андраш Редлі (HUN) Пак Ген Ду (KOR) Пак Сан Йон (KOR) Чон Джін Сон (KOR) Сільвіо Фернандес (VEN) Франсіско Лімардо (VEN) Рубен Лімардо (VEN) Вадим Анохін (RUS) Антон Авдєєв (RUS) Павло Сухов (RUS) |
| Індивідуальний рейтинг: Азія і Океанія        | 2         | Кадзуясу Мінобе (JPN) Цзяо Яньлун (CHN) |
| Індивідуальний рейтинг: Африка                | 1         | Александре Бузе (SEN) |
| Індивідуальний рейтинг: Америка               | 2         | Максим Брінк-Крото (CAN) Джейсон Пріор (USA) |
| Індивідуальний рейтинг: Європа                | 2         | Бас Вервейлен (NED) Микола Новосьолов (EST) |
| Азійський і океанський кваліфікаційний турнір | 1         | Абдулазіз Аль Шатті (KUW) |
| Африканський кваліфікаційний турнір           | 1         | Айман Фаєз (EGY) |
| Американський кваліфікаційний турнір          | 1         | Джон Едісон Родрігес (COL) |
| Європейський кваліфікаційний турнір           | 1         | Іржі Беран (CZE) |
| Господарська квота                            | 3         | Ніколас Феррейра (BRA) Гільєрме Малараньйо (BRA) Атос Швантес (BRA) |
| Загалом                                       | 38        | |

### Командна шпага
| Змагання                                 | Кількість | Країни, що кваліфікувалися                                              |
| ---------------------------------------- | --------- | ----------------------------------------------------------------------- |
| Світовий командний рейтинг               | 5         | Франція (FRA) Україна (UKR) Італія (ITA) Швейцарія (SUI) Угорщина (HUN) |
| Азійський і океанський командний рейтинг | 1         | Південна Корея (KOR)                                                    |
| Африканський командний рейтинг           | 0         | —                                                                       |
| Американський командний рейтинг          | 1         | Венесуела (VEN)                                                         |
| Європейський командний рейтинг           | 1         | Росія (RUS)                                                             |
| Господарська квота                       | 1         | Бразилія (BRA)                                                          |
| Загалом                                  | 9         |                                                                         |

### Індивідуальна рапіра
| Змагання                                      | Кількість | Спортсмени, що кваліфікувалися |
| --------------------------------------------- | --------- | --- |
| Учасники командних змагань                    | 24        | Артур Ахматхузін (RUS) Олексій Черемісінов (RUS) Тимур Сафін (RUS) Джорджо Авола (ITA) Андреа Кассара (ITA) Даніеле Гароццо (ITA) Жеремі Кадо (FRA) Ерван Ле Пешу (FRA) Енцо Лефор (FRA) Майлз Чемлі-Вотсон (USA) Александер Массіалас (USA) Герек Мейнгардт (USA) Ма Дзяньфей (CHN) Чень Хайвей (CHN) Лей Шен (CHN) Мохаммед Ессам (EGY) Тарек Аяд (EGY) Алаельдін Абуелькассем (EGY) Енріке Маркес (BRA) Гіслен Перріє (BRA) Гільєрме Тольдо (BRA) Річард Крузе (GBR) Лоуренс Холстед (GBR) Джеймс Девіс (GBR) |
| Індивідуальний рейтинг: Азія і Океанія        | 2         | Ота Юкі (JPN) Хо Джун (KOR) |
| Індивідуальний рейтинг: Африка                | 1         | Мохаммед Ферджані (TUN) |
| Індивідуальний рейтинг: Америка               | 2         | Максиміліан ван Хастер (CAN) Даніель Гомес (MEX) |
| Індивідуальний рейтинг: Європа                | 2         | Петер Йоппіх (GER) Олександр Чупеніч (CZE) |
| Азійський і океанський кваліфікаційний турнір | 1         | Чонг Калун (HKG) |
| Африканський кваліфікаційний турнір           | 1         | Віктор Сінтес (ALG) |
| Американський кваліфікаційний турнір          | 1         | Антоніо Леаль (VEN) |
| Європейський кваліфікаційний турнір           | 1         | Рене Пранц (AUT) |
| Господарська квота                            | 0         | — |
| Загалом                                       | 35        | |

### Командна рапіра
| Змагання                                 | Кількість | Країни, що кваліфікувалися                       |
| ---------------------------------------- | --------- | ------------------------------------------------ |
| Світовий командний рейтинг               | 4         | Росія (RUS) Італія (ITA) Франція (FRA) США (USA) |
| Азійський і океанський командний рейтинг | 1         | Китай (CHN)                                      |
| Африканський командний рейтинг           | 1         | Єгипет (EGY)                                     |
| Американський командний рейтинг          | 1         | Бразилія (BRA)                                   |
| Європейський командний рейтинг           | 1         | Велика Британія (GBR)                            |
| Господарська квота                       | 0         | —                                                |
| Загалом                                  | 8         |                                                  |

### Індивідуальна шабля
| Змагання                                      | Кількість | Спортсмени, що кваліфікувалися |
| --------------------------------------------- | --------- | --- |
| Світовий індивідуальний рейтинг               | 14        | Олексій Якименко (RUS) Ку Бон Гіль (KOR) Сіладьї Арон (HUN) Тіберіу Дольнічану (ROU) Кім Джон Хван (KOR) Макс Хартунг (GER) Альдо Монтано (ITA) Елі Дершвітц (USA) Микола Ковальов (RUS) Деріл Гомер (USA) Мойтаба Абедіні (IRI) Дієго Окк'юцці (ITA) Матіяш Сабо (GER) Олександр Буйкевич (BLR) |
| Індивідуальний рейтинг: Азія і Океанія        | 2         | Алі Пакмадан (IRI) Сун Вей (CHN) |
| Індивідуальний рейтинг: Африка                | 2         | Мохаммед Амер (EGY) Ємі Апіті (BEN) |
| Індивідуальний рейтинг: Америка               | 2         | Ренцо Агреста (BRA) Йозеф Полоссіфакіс (CAN) |
| Індивідуальний рейтинг: Європа                | 2         | Венсан Анстет (FRA) Тамаш Дечі (HUN) |
| Азійський і океанський кваліфікаційний турнір | 3         | Ву Тхань Ан (VIE) Ілля Мокрецов (KAZ) Кента Токунан (JPN) |
| Африканський кваліфікаційний турнір           | 1         | Фарес Ферджані (TUN) |
| Американський кваліфікаційний турнір          | 2         | Хуліан Айяла (MEX) Йоандрі Іріарте Гальвес (CUB) |
| Європейський кваліфікаційний турнір           | 4         | Андрій Ягодка (UKR) Сандро Базадзе (GEO) Панчо Пасков (BUL) Сеппе Ван Хольсбеке (BEL) |
| Господарська квота                            | 0         | — |
| Загалом                                       | 32        | |

## Жінки

### Індивідуальна шпага
| Змагання                                      | Кількість | Спортсмени, що кваліфікувалися |
| --------------------------------------------- | --------- | --- |
| Учасники командних змагань                    | 24        | Ана Бринзе (ROU) Сімона Герман (ROU) Сімона Поп (ROU) Сюй Аньці (CHN) Сунь Івень (CHN) Сунь Юйцзє (CHN) Віолетта Колобова (RUS) Тетяна Логунова (RUS) Любов Шутова (RUS) Юлія Беляєва (EST) Ірина Ембріх (EST) Еріка Кірпу (EST) Марі-Флоренс Кандассамі (FRA) Орьєн Малло (FRA) Лорен Рембі (FRA) Кан Йон Мі (KOR) Чхве Ін Джон (KOR) Сін А Рам (KOR) Кетрін Холмс (USA) Кортні Герлі (USA) Келлі Герлі (USA) Ксенія Пантелєєва (UKR) Олена Кривицька (UKR) Яна Шемякіна (UKR) |
| Індивідуальний рейтинг: Азія і Океанія        | 2         | Нодзомі Сато (JPN) Вівіан Кун (HKG) |
| Індивідуальний рейтинг: Африка                | 1         | Сарра Бесбес (TUN) |
| Індивідуальний рейтинг: Америка               | 2         | Наталі Моельхаузен (BRA) Леонора Маккінон (CAN) |
| Індивідуальний рейтинг: Європа                | 2         | Росселла Ф'ямінго (ITA) Емеше Сас (HUN) |
| Азійський і океанський кваліфікаційний турнір | 1         | Тхі Нху Хоа Нгуєн (VIE) |
| Африканський кваліфікаційний турнір           | 1         | Юліана Баррет (RSA) Гбахі-Гвледіс Сакоа (CIV) |
| Американський кваліфікаційний турнір          | 1         | Алехандра Теран (MEX) |
| Європейський кваліфікаційний турнір           | 1         | Тіффані Геруде (SUI) |
| Господарська квота                            | 2         | Райсса Коста (BRA) Аманда Сімеао (BRA) |
| Загалом                                       | 37        | |

### Командна шпага
| Змагання                                 | Кількість | Країни, що кваліфікувалися                                        |
| ---------------------------------------- | --------- | ----------------------------------------------------------------- |
| Світовий командний рейтинг               | 5         | Румунія (ROU) Китай (CHN) Росія (RUS) Естонія (EST) Франція (FRA) |
| Азійський і океанський командний рейтинг | 1         | Південна Корея (KOR)                                              |
| Африканський командний рейтинг           | 0         | —                                                                 |
| Американський командний рейтинг          | 1         | США (USA)                                                         |
| Європейський командний рейтинг           | 1         | Україна (UKR)                                                     |
| Господарська квота                       | 1         | Бразилія (BRA)                                                    |
| Загалом                                  | 9         |                                                                   |

### Індивідуальна рапіра
| Змагання                                      | Кількість | Спортсмени, що кваліфікувалися |
| --------------------------------------------- | --------- | --- |
| Індивідуальний рейтинг                        | 14        | Аріанна Ерріго (ITA) Інна Дериглазова (RUS) Еліза ді Франциска (ITA) Лі Кайфер (USA) Аїда Шанаєва (RUS) Ізаора Тібюс (FRA) Інес Бубакрі (TUN) Нзінья Прескод (USA) Чон Хий Сук (KOR) Нам Хьон Хий (KOR) Астрід Гюяр (FRA) Аїда Мохамед (HUN) Лі Хуейлінь (CHN) Каролін Голубніцкі (GER) |
| Індивідуальний рейтинг: Азія і Океанія        | 2         | Лю Юнші (CHN) Мона Шаїто (LIB) |
| Індивідуальний рейтинг: Африка                | 2         | Нура Мохаммед (EGY) Анісса Хелфауї (ALG) |
| Індивідуальний рейтинг: Америка               | 2         | Елеанор Гарві (CAN) Саскіа ван Ервен (COL) |
| Індивідуальний рейтинг: Європа                | 2         | Едіна Кнепек (HUN) Ганна Лічбінська (POL) |
| Азійський і океанський кваліфікаційний турнір | 3         | Юань Пін (NZL) Сіхо Нісіока (JPN) Лін По Хин (HKG) Тхі Ань До (VIE) |
| Африканський кваліфікаційний турнір           | 1         | Юссра Зекрані (MAR) |
| Американський кваліфікаційний турнір          | 2         | Ісіс Хіменес (VEN) Наталі Мішель (MEX) |
| Європейський кваліфікаційний турнір           | 3         | Деліла Хатуель (ISR) Айкатеріні Контохістопулу (GRE) Ірем Карамете (TUR) Меліна Калугеряну (ROU) |
| Господарська квота                            | 2         | Біа Булькао (BRA) Таіс Рошель (BRA) |
| Запрошення тристоронньої комісії              | 1         | Лубна Аль-Омаїр (KSA) |
| Зі списку запасних                            | 1         | Ольга Лелейко (UKR) |
| Total                                         | 35        | |

### Індивідуальна шабля
| Змагання                                      | Кількість | Спортсмени, що кваліфікувалися |
| --------------------------------------------- | --------- | --- |
| Учасники командних змагань                    | 24        | Яна Єгорян (RUS) Софія Велика (RUS) Катерина Дяченко (RUS) Олена Кравацька (UKR) Аліна Комащук (UKR) Ольга Харлан (UKR) Сесілія Бердер (FRA) Манон Брюне (FRA) Шарлота Лембах (FRA) Ібтіхадж Мухаммад (USA) Дагмара Возняк (USA) Маріель Загуніс (USA) Олександра Соча (POL) Бонгна Йозвяк (POL) Малгожата Козачук (POL) Кім Джі Йон (KOR) Со Чі Йон (KOR) Хвань Сон А (KOR) Таня Арраялес (MEX) Урсула Гонсалес (MEX) Паола Пліего (MEX) Росселла Грегоріо (ITA) Ірене Веккі (ITA) Лорета Гулотта (ITA) |
| Індивідуальний рейтинг: Азія і Океанія        | 2         | Шень Чень (CHN) Тіка Аокі (JPN) |
| Індивідуальний рейтинг: Африка                | 1         | Азза Бесбес (TUN) |
| Індивідуальний рейтинг: Америка               | 2         | Алехандра Бенітес (VEN) Марія Белен Перес Мауріс (ARG) |
| Індивідуальний рейтинг: Європа                | 2         | Анна Мартон (HUN) Васілікі Вуюка (GRE) |
| Азійський і океанський кваліфікаційний турнір | 1         | Нгуен Тхі Ле Дунг (VIE) |
| Африканський кваліфікаційний турнір           | 1         | Нада Хафез (EGY) |
| Американський кваліфікаційний турнір          | 1         | Россі Фелікс (DOM) Еілен Греньч (PAN) |
| Європейський кваліфікаційний турнір           | 1         | Сабіна Мікіна (AZE) |
| Господарська квота                            | 1         | Марта Баеза (BRA) |
| Загалом                                       | 36        | |

### Командна шабля
| Змагання                                 | Кількість | Країни, що кваліфікувалися                                     |
| ---------------------------------------- | --------- | -------------------------------------------------------------- |
| Світовий командний рейтинг               | 5         | Росія (RUS) Україна (UKR) Франція (FRA) США (USA) Польща (POL) |
| Азійський і океанський командний рейтинг | 1         | Південна Корея (KOR)                                           |
| Африканський командний рейтинг           | 0         | —                                                              |
| Американський командний рейтинг          | 1         | Мексика (MEX)                                                  |
| Європейський командний рейтинг           | 1         | Італія (ITA)                                                   |
| Господарська квота                       | 0         | —                                                              |
| Загалом                                  | 8         |                                                                |

## References
1. 1 2  FIE Competition Calendar 2015–2016. FIE. Архів оригіналу (PDF) за 13 квітня 2015. Процитовано 15 квітня 2015. [Архівовано 2015-04-13 у Wayback Machine.]
2. 1 2 3 4 5 6 7 8 9 10  Team Épée World Cup: Romania reigns in Argentina, Hungary victorious in Vancouver. FIE. 16 лютого 2016. Процитовано 16 лютого 2016.
3. 1 2 3 4 5  Pavitt, Michael (7 лютого 2016). Eight places available in Rio 2016 men's team foil competition at FIE World Cup in Bonn. Inside the Games. Процитовано 7 лютого 2016.
4. ↑  Usmanov, Alisher (27 червня 2016). Information Letter (PDF). FIE. Процитовано 16 липня 2016.
5. ↑  Ukraine team: Olha Leleiko